# Bernhard VI van Lippe
Bernhard VI (ca. 1366 – Detmold 19 januari 1415) was heer van Lippe van 1410 tot 1415. Hij was een zoon van Simon III en Irmgard van Hoya.
Hij huwde voor de eerste maal rond 28 juni 1393 met Margaretha van Waldeck († 1395), dochter van graaf Hendrik VI van Waldeck. Dit huwelijk bleef kinderloos en in 1403 trad hij voor de tweede keer in het huwelijk met Elisabeth van Moers († 2 februari 1415), dochter van graaf Frederik II van Moers. Uit dit huwelijk werden vier kinderen geboren:
- Simon (1404 – 1429), heer van Lippe 1415-1429
- Frederik († tussen 1417 en 1425)
- Otto († Brake 30 september 1433), geestelijke
- Irmgard († 17 juli 1463); ∞ (ca. 1428) Willem van Buren (1390/1402 - Luik, na 1470)